# 原田悦雄
原田 悦雄（はらた えつお、1947年1月 - ）は、弘前大学人文学部・コミュニケーション講座助教授。主な研究分野はドイツ文学（ドイツの中世期）。その他、叙事詩や語学、現代ドイツの言語政策の研究なども行っている。学位は、文学修士（東京都立大学 (1949-2011)、1971年）。

## 経歴
- 1969年 弘前大学人文学部人文学科卒業。
- 1971年 東京都立大学 (1949-2011)人文科学研究科修士課程修了、同大学人文助手採用。
- 1972年 弘前大学教養部講師
- 1978年 弘前大学教養部助教授
- 1997年 弘前大学人文学部助教授

## リンク
- HUFFCのページ - ウェイバックマシン（2006年5月3日アーカイブ分）